# Sheran Yeini
Sheran Yeini (in ebraico שרן ייני‎?; Tel Aviv, 8 dicembre 1986) è un ex calciatore israeliano, di ruolo difensore.

## Palmarès

### Club

#### Competizioni nazionali
- Campionato israeliano: 3

Maccai Tel Aviv: 2013-2014, 2018-2019, 2023-2024
- Coppa Toto Al: 3

Maccabi Tel Aviv: 2014-2015, 2018-2019, 2020-2021
- Coppa dei Paesi Bassi: 1

Vitesse: 2016-2017
- Supercoppa d'Israele: 2

Maccabi Tel Aviv: 2019, 2020